# Халикеево
Халикеево (баш. Хәлекәй) — село в Стерлибашевском районе Республики Башкортостан Российской Федерации. Административный центр Халикеевского сельсовета.

## География

### Географическое положение
Расстояние до:
- районного центра (Стерлибашево): 9 км,
- ближайшей ж/д станции (Стерлитамак): 67 км.

## История
В «Списке населенных мест по сведениям 1870 года», изданном в 1877 году, населённый пункт упомянут как деревня Халикеева 4-го стана Стерлитамакского уезда Уфимской губернии. Располагалась при речке Кундряке, в 53 верстах от уездного города Стерлитамака и в 12 верстах от становой квартиры в селе Васильевское (Бондаревка). В деревне, в 120 дворах жили 878 человек (455 мужчин и 423 женщины, татары, башкиры), была мечеть. Жители занимались земледелием, скотоводством.

## Население
| 2002 | 2009 | 2010 |
| ---- | ---- | ---- |
| 380  | ↗407 | ↘350 |

Согласно переписи 2002 года, преобладающая национальность — татары (82 %).

## Религия
В селе есть мечеть.